# 尤瓚
尤瓉（1414年—？年），字貴之，四川成都府內江縣人，軍籍，治《書經》，年三十八歲中式景泰二年辛未科第三甲第十二名進士。九月初九日生，行一，曾祖尤道真；祖尤興文；父尤其；母劉氏。重慶下，妻王氏，弟希清；希南；希邦。由國子生中式四川鄉試第四十五名舉人，會試中式第八十二名。